# Шатонеф ле Мартиг
Шатонеф ле Мартиг (фр. Châteauneuf-les-Martigues) насеље је и општина у Француској у региону Прованса-Алпи-Азурна обала, у департману Ушће Роне која припада префектури Истр.
По подацима из 2011. године у општини је живело 12.266 становника, а густина насељености је износила 387,55 становника/km². Општина се простире на површини од 31,65 km². Налази се на средњој надморској висини од 40 метара (максималној 203 m, а минималној 0 m).

## Демографија
| 1962. | 1968. | 1975. | 1982.  | 1990.  | 1999.  | 2011.  |
| ----- | ----- | ----- | ------ | ------ | ------ | ------ |
| 4.822 | 6.781 | 8.600 | 10 173 | 10 911 | 11 375 | 12.266 |

График промене броја становника у току последњих година